# Galmiche (nom de famille)
Pour les articles homonymes, voir Galmiche.
Cette page présente le nom de famille Galmiche ainsi que ses variantes.
Galmiche est un  nom de famille français.

## Étymologie
Nom d'origine suisse alémanique, d'après Marianne Mullon " La concentration géographique de Galmiche donne à penser que Galmiz suisse n'est devenu Galmiche que par attraction paronymique d'un type préexistant, différent ".

## Évolution du patronyme
Du XIIIe au XIXe siècle le patronyme a évolué de Gallemiche en Galemiche puis Galmiche. Après les migrations du XIXe siècle, aux États-Unis il conserve son écriture en galmiche mais aussi galmish ; au Mexique il s'écrit galmiche, galmich, galmichi, galmichee et en Slovénie galmiš.

## Répartition régionale
Présent dans l'est de la France, en Franche-Comté notamment en Haute-Saône, ainsi qu'en Lorraine, en particulier dans le département des Vosges. Dans ce département, il fait partie des patronymes secondaires, les plus courants étant des prénoms, anciens (comme Mansuy ou Demenge) ou actuels (comme Philippe et Étienne), des dérivés de prénoms (comme Claudel ou Granjean) ou des prénoms composés (comme Didierlaurent et Jeangeorges).

## Popularité du nom
Le nom est porté par des sportifs exemple Jean Galmiche champion mondial de billard, des militaires tel le général Marie-Olivier Galmiche, des magistrats tel le juge Pierre Camille Galmiche, des scientifiques tel le gastro-entérologue Jean-Paul Galmiche ou architectes artistes et écrivains tel Jean-François Galmiche et Xavier Galmiche.